# Délutáni szerelem
A Délutáni szerelem (eredeti cím: Love in the Afternoon) 1957-ben  bemutatott, fekete-fehér, amerikai, romantikus vígjáték Billy Wilder rendezésében. Főszereplői Audrey Hepburn, Gary Cooper és Maurice Chevalier. A forgatókönyvet Wilder és I.A.L. Diamond írta Claude Anet regénye alapján, melynek címe: Ariane, jeune fille russe (=Ariane, az orosz kislány).
A könyvet ezt megelőzően már megfilmesítették Scampolo címmel 1928-ban, és Scampolo, ein Kind der Strasse címmel 1932-ben. Ez utóbbi forgatókönyvét is megosztva Wilder írta. Billy Wildert a film elkészítésére a könyv 1931-es német filmadaptációja késztette, az Ariane, amit Paul Czinner rendezett.

## Rövid történet
Egy huszonéves nő, aki magánnyomozó apjával él, csapdába csal egy ötvenes nőfaló playboyt.

## Cselekménye
Egy férfi egy magas toronyból titokban egy férfit és egy nőt fényképez le egy hotel erkélyén, amint ölelkeznek. A férfi Claude Chavasse (Maurice Chevalier) magánnyomozó, aki felesége halála óta egyedül neveli lányát, Ariane-t (Audrey Hepburn), aki csellózni tanul.
Ariane egyik alkalommal véletlenül meghallja, amint apja legutóbbi ügyfele, Monsieur X (John McGiver), egy megcsalt férj a fényképek hatására elhatározza, hogy pisztolyával még aznap este lelövi a képen látható férfit a hotelban, ahol lakik. A képeken egy amerikai nőcsábász és pénzügyi vállalkozó, Frank Flannagan (Gary Cooper) látható, akinek az évek során sok botrányos nőügye volt szerte a világban. Ariane a csellógyakorlás helyszínéről felhívja telefonon a párizsi rendőrséget, akik természetesen semmit sem hajlandók tenni addig, „amíg a bűntettet el nem követik”. Ariane ezért elhatározza, hogy ő maga figyelmezteti a férfit a halálos veszélyre. A szomszéd szoba ablakán kell kimásznia a Ritz hotel utcai frontjára, majd bemásznia a szobába, ahol egy férfi és egy nő ölelkezik, miközben egy négytagú cigányzenekar játszik nekik. Ariane gyorsan elmagyarázza a helyzetet, majd az ismeretlen nő az ablakon át távozik. Megérkezik a feldúlt férj (akinek a felesége a szóban forgó hölgy), azonban a csábító mellett Ariane-t találja, aki ugyan hasonlít a feleségére, de nem azonos vele. Ezért bocsánatot kér és megnyugodva távozik.
Flannagan igen szimpatikusnak találja az ifjú, vékony testalkatú, ismeretlen lányt, aki megmentette az életét és még a nevét sem hajlandó elárulni. A férfi meghívja másnap estére a lányt.
Ariane másnap eleinte levélben le akarja mondani a találkozót, de végül mégis elmegy a szállodába, hogy találkozzon a férfival. Megpróbálja úgy beállítani magát, mintha a „végzet asszonya” lenne, aki rengeteg férfi szívét összetörte már, és aki könnyedén veszi a felületes kapcsolatokat, mert a férfi éppen így jellemezte saját szerelmi életét. A lány észrevétlenül szerelmes lesz a nála 25-30 évvel idősebb férfiba, miután az megcsókolja őt.
Beleegyezik, hogy másnap délután is találkozzanak (este rendszerint zenekari próbája van, de ezt nem mondja el a férfinak).
Az otthonukban eddigre kiderül, hogy Ariane érdeklődött már az apja által kinyomozott ügyek felől, és elolvasta az apja szerint „bizalmas” aktákat, amiket az ügyekről vezet. Ezekben Frank Flannagan botrányos ügyei is megtalálhatók, így Ariane ezeket jól ismeri. Időnként meglepi a férfit egy-egy olyan információval saját magáról, amit csak hosszas megfigyeléssel lehet megszerezni.
Apja észreveszi a változást Ariane viselkedésében (például egyik alkalommal „kölcsönvesz” egy értékes fehér hermelinbundát, amit apja őrzésre átvett egyik ügyfelétől), de az okát nem tudja megállapítani. 
Flannagan utazgat a világban, majd egy év múlva visszatér Párizsba. Ariane egy Wagner-opera előadásán véletlenül észreveszi a férfit a nézők között. Természetesen egy nővel van, de a szünetben Ariane-t újból találkozóra hívja.
Ezúttal Ariane a férfi unszolására szeretők hosszú sorát találja ki (apja dossziéinak ügyei alapján), akik megjelenését meglehetős részletességgel jellemzi. Mivel a férfi diktafont használ az üzleti intézkedései végrehajtásához, Ariane erre mondja fel a „szeretői” listáját (amin Flannagan a 20. helyen szerepel).
Flannagan eleinte könnyedén fogja fel a dolgot, majd kínok kínját állja ki a listán lévő leírásokat hallgatva. Megpróbálja italba fojtani a bánatát, de nem sikerül neki a lányt elfelejteni. Másnap reggel gőzfürdőbe megy, ahol véletlenül találkozik azzal a férjjel, aki le akarta őt lőni. Most azonban hasznos tanácsot ad neki: keresse fel a legjobb párizsi magánnyomozót, ha meg akar tudni valamit a lányról, és átadja Claude Chavasse névjegyét.
Flannagan felbérli Ariane apját, hogy nyomozza ki a titokzatos lány kilétét, aki pillanatok alatt rájön, hogy a saját lányáról van szó. Felkeresi a férfit a hotelszobában, mielőtt Ariane várhatóan megérkezne, és mint apa kéri a férfit, hogy hagyja békén a lányát, mert ő komoly lány, Flannagan pedig mindig felszínes kapcsolatot akar. Egyúttal elárulja azt is, hogy Ariane még sohasem volt szerelmes, és még nem volt kapcsolata férfival, csak kitalálta a „szeretőit”, hogy imponáljon a férfinak.
Flannagan váratlanul azt mondja a lánynak, hogy el kell utaznia Párizsból, hogy a barátaival nyaraljon egy kicsit. Mivel a rossz idő miatt a repülőgépek nem indulnak, vonattal kell elutaznia a francia Riviérára.
Ariane kikíséri az állomásra Flannagant. A férfi felszáll a vonatra. Ariane csacsogva próbálja fenntartani a látszatot, hogy ő könnyedén folytatni fogja léha szerelmi életét (de közben csorognak a könnyei), a férfi azonban már ismeri az igazságot. Amikor elindul a vonat, a lány futni kezd mellette, majd a férfi váratlanul átkarolja a lányt és felhúzza a vonatba.
Chavasse elmondása szerint a pár összeházasodott és most New Yorkban él.

## Szereposztás
- Gary Cooper - Frank Flannagan, amerikai nőcsábász, üzletember
- Audrey Hepburn - Ariane Chavasse, Chavasse lánya
- Maurice Chevalier - Claude Chavasse magánnyomozó
- John McGiver - Monsieur X
- Van Doude - Michel, Ariane zenésztársa, aki érdeklődik iránta
- Lise Bourdin - Madame X
- Olga Valery - a hotel egyik vendége, akinek kutyája van
- „A cigányok” - négytagú cigányzenekar

## Megjelenése
A filmet 2002. január 8-án adták ki DVD-n.

## Fogadtatás
Az amerikai filmkritikusok véleményét összegző Rotten Tomatoes 81%-ra értékelte 27 vélemény alapján.

## Díjak, jelölések
elnyert díjak
- 1958: Laurel Awards
- 1958: Writers Guild of America, USA

jelölések
- 1958: Golden Globe „legjobb film”
- 1958: Golden Globe „legjobb színésznő”
- 1958: Golden Globe „legjobb színész”
- 1958: Directors Guild of America, USA

## A film készítése
A Love in the Afternoon Billy Wilder és I. A. L. Diamond első közös munkája volt, amit még 11 közösen megírt forgatókönyv követett. Wilder kereste meg Diamond-ot, miután az megjelentetett egy cikket a Screen Writers Guild havi magazinban. Wilder javasolta a filmtémát, ami egy korábbi német filmen alapult.
Wilder első választása Frank Flannagan szerepére Cary Grant és Yul Brynner volt.
Wilder csalódott volt, amikor Cary Grant nemet mondott a szerepre. „Grant sohasem fogadta el az általam felajánlott szerepet” - mondta később Wilder. A rendező elhatározta, hogy felkéri Gary Coopert, akivel sok közös érdeklődésük volt: ételek, borok, ruhák és művészet (mondta róluk Audrey Hepburn). Wilder csak Audrey Hepburnt tudta elképzelni Ariane szerepére, ezért mást nem is kért fel.
Paul Kohner tehetségkutató ajánlotta Maurice Chevaliert Claude Chavasse szerepére. Maurice Chevalier ezt mondta a szerepről: „Odaadnám nagyanyám titkos receptjét, hogy szerepeljek Billy Wilder egyik filmjében.”
Az Allied Artists Pictures Corporation adósságai miatt, amit a Friendly Persuasion készítése miatt halmoztak fel, a stúdió eladta a Love in the Afternoon terjesztési jogait Európa területére.
A film az Egyesült Államokban anyagi bukás volt, Európában azonban jól teljesített, ahol az Ariane cím alatt mutatták be.
A filmben olyan híres dalok hallhatók, mint a C'est si bon, vagy a Fascination, amit Ariane többször dúdol a filmben.

## Forgatási helyszínek
Wilder ragaszkodott hozzá, hogy a filmet Párizsban forgassák. A filmben látható a Párizsi Opera (Palais Garnier), a Château Vitry (Yvelines), és az Hôtel Ritz Paris.

## Fordítás
- Ez a szócikk részben vagy egészben  a   Love in the Afternoon (1957 film) című angol Wikipédia-szócikk fordításán alapul.  Az eredeti cikk szerkesztőit annak laptörténete sorolja fel. Ez a jelzés csupán a megfogalmazás eredetét és a szerzői jogokat jelzi, nem szolgál a cikkben szereplő információk forrásmegjelöléseként.